# Шипилово (Москва)
Шипи́лово — бывшая деревня, вошедшая в состав Москвы при её расширении в 1960 году. Располагалась на территории современного района Орехово-Борисово Северное в районе современных улиц Маршала Захарова и Шипиловская.
К югу от Шипилова располагалась деревня Орехово, к западу — Чёрная Грязь (позднее Царицыно, Ленино), к северо-востоку — село Борисово.

## Происхождение названия
Существует версия, что название деревни связано с некалендарным личным именем Шипил, Шипило.

## История
Земли, на которых располагалась деревня, были обжиты уже с давних времен. В XII веке здесь жило славянское племя вятичей, после которого остались курганы.
Первое письменное упоминание о деревне встречается в писцовых книгах 1589 года, где при описании земель дворцового села Коломенского говорится «пустошь Бобынино, а дворы снесены в Шипиловскую деревню».
Следующее упоминание Шипилова — в переписной книге 1646 года, согласно которой в составе владений дворцового села Борисовского находилась деревня Шипилово «деревня, что было селцо Шипеловское, а Шипилово тож» из 14 дворов (25 чел. мужского пола).
В писцовых книгах 1674—1677 гг. отмечается, что в деревне было 11 дворов, в которых проживало 34 человека мужского пола .
Особенностью деревни, как и соседнего Борисова, стало то, что шипиловские крестьяне с XVIII века разводили сады и сбывали урожай в Москве.
В 1911 году в деревне было 55 хозяйств, в них проживали 154 мужчины и 159 женщин. Население деревни было весьма образованное: среди мужчин в возрасте выше 11 лет более 80,9 % были грамотными, женщин — 33,6 %.
В 1927 году в деревне было уже 83 хозяйства, где проживали 449 человек. Деревня разрасталась, и в низине вдоль Борисовского пруда возник хутор (Шипиловский хутор).
В 1948 году деревня послужила местом съёмок фильма «Мичурин».

## В составе Москвы
В 1960 году деревня и близлежащая территория вошла в состав Москвы. 18 февраля 1966 года Новая улица деревни Шипилово была переименована в Шипиловскую улицу.
В конце 1960-х годов окраине хутора Шипилово проходили съёмки эпизодов фильмов «Ошибка резидента» и «Судьба резидента».
В 1970-е годы деревня была снесена при застройке района массового жилищного строительства Орехово-Борисово.
Бывшая деревня дала название Шипиловской улице, Шипиловскому проезду и станции метро «Шипиловская».
О деревне также напоминает плотина с мостом через Борисовский пруд на Шипиловском проезде.